# トーフィッケン卿
トーフィッケン卿またはトーフィッケン男爵(英:Lord Torphichen, [tɔːrˈfɪxən] tor-FIKH-ən)はスコットランド貴族のロード・オブ・パーラメント。 1564年にサー・ジェイムズ・サンディランズが叙されたのに始まる。直系非直系を問わず女系継承を含めた特別承継条件をもつ相続方法の爵位である
  。

## 歴史
ウェスト・ロジアン地方の領主サー・ジェイムズ・サンディランズ(1511?-1579)が1564年にスコットランド貴族爵位のトーフィッケン卿(Lord Torphichen)に叙されたことに端を発する。初代卿ジェイムズは聖ヨハネ騎士団スコットランド支部長を務めており、彼の爵位はウェスト・ロジアン地方のトーフィッケン支部に因んだものとなっている。
彼の後を襲った2代卿ジェイムズは初代卿のいとこの息子である。2代卿はコールダー男爵領領主(Lord of Calder)であり、現在まで2代卿の系統で続いているため、サンディランズ家の当主は代々同領主を兼ねる。2代卿のひ孫にあたる7代卿は、1706年の合同条約締結に際しては強力な支持者で、軍人としてスペイン継承戦争に従軍した。 
その子孫である9代卿や12代卿はスコットランド貴族代表議員として貴族院議員を務めた。また12代卿及びその先祖は1870年にトーフィッケン男爵(Baron Torphichen)であると認められている。
現在は12代卿のひ孫にあたる15代卿が当主を務めている。 
なおサンディランズ家の代々の当主は、サンディランズ氏族の氏族長を務めるほか、先述のコールダー男爵領領主(1348年創設のスコットランド男爵位)を兼ねる。 
一族の邸宅はウェストロジアン州ミッド・コールダー近郊のコールダー・ハウス。 

## トーフィッケン卿 (1564)
- 初代トーフィッケン卿ジェイムズ・サンディランズ (1511頃–1579)
- 第2代トーフィッケン卿ジェイムズ・サンディランズ(1574頃–1617)
- 第3代トーフィッケン卿ジェイムズ・サンディランズ(1597頃–1622)
- 第4代トーフィッケン卿ジョン・サンディランズ(1598頃–1637)
- 第5代トーフィッケン卿ジョン・サンディランズ(1625–1649)
- 第6代トーフィッケン卿ウォルター・サンディランズ(1629–1696)
- 第7代トーフィッケン卿ジェイムズ・サンディランズ(?-1753)
- 第8代トーフィッケン卿ウォルター・サンディランズ(1707–1765)
- 第9代トーフィッケン卿ジェイムズ・サンディランズ(1759–1815)
- 第10代トーフィッケン卿ジェイムズ・サンディランズ (1770–1862)
- 第11代トーフィッケン卿ロバート・サンディランズ (1807-1869)―10代卿の甥[9]
- 第12代トーフィッケン卿ジェイムズ・ウォルター・サンディランズ(1846–1915)[10]
- 第13代トーフィッケン卿ジョン・ゴードン・サンディランズ (1886–1973)
- 第14代トーフィッケン卿ジェイムズ・ブルース・サンディランズ(1917–1975)[11]
- 第15代トーフィッケン卿ジェイムズ・アンドリュー・サンディランズ(1946-)

推定相続人は現当主のまたいとこの子であるロバート・ポーエル・サンディランズ(1950年-　)。推定相続人の法定推定相続人はその一人息子であるアシュトン・ポーエル・サンディランズ(1979年-　)。 